# ریوهی سوزوکی (بازیکن فوتبال)
ریوهی سوزوکی (ژاپنی: 鈴木 亮平؛ زادهٔ ۳۰ ژوئیهٔ ۱۹۸۳) یک بازیکن فوتبال اهل ژاپن است.
از باشگاه‌هایی که در آن بازی کرده‌است می‌توان به باشگاه فوتبال مونتدیو یاماگاتا اشاره کرد.